# Uniwersytet Tomáša Baty w Zlinie
Uniwersytet Tomáša Baty w Zlinie (cz. Univerzita Tomáše Bati ve Zlíně, UTB) – czeska uczelnia publiczna w Zlinie. Została założona w 2001 roku.
Funkcję rektora pełni prof. Milan Adámek.